# سعيد قريش
سعيد قريش (3 يونيو 1969 -)، ممثل ومخرج سعودي.

## عن حياته
من المنطقة الشرقية من مواليد وسكان مدينة صفوى بمحافظة القطيف على ساحل الخليج العربي ممثل سعودي له عدة أعمال سعودية وخليجية وعربية، بالإضافة لعمله كمخرج في هيئة الإذاعة والتلفزيون بالدمام.
بدأ العمل المسرحي منذ كان شابا في المرحلة الثانوية، ثم مارس التمثيل المسرحي في نادي الصفا الرياضي بعد أن أسس فريقا تمثيليا متكاملا مع رفيق دربه المسرحي الاديب جمال حسين البراهيم، حصد فريقه عدة جوائز وفازت مسرحياته بمراكز متقدمة، في المجال المسرحي، كما أخرج العديد من المسرحيات ومنها مسرحية برقية عاجلة.التحق بالتلفزيون السعودي كممثل منذ عام 1990. عرف بتقمصه العديد من الأدوار وبالخصوص المركبة نال على إثرها العديد من الجوائز في عدة مهرجانات محلية وخليجية.

## أعماله
المسرحيات
- عيال الديرة (إخراج: علي الصفواني)
- اولاد المرحوم (إخراج: سعيد قريش)
- الضمير (إخراج: عبد الخالق الغانم)
- أبو ناصر (إخراج: سعيد قريش)
- في الجو غيم (إخراج: عبد الخالق الغانم)
- برقية عاجله (إخراج: سعيد قريش)
- غابة الاصدقاء (مع النجم المصري نصر حماد)
- شوشرة (إخراج: محمد السبع)
- عايله فله (إخراج: ماهر الغانم)

المسلسلات
- خلك معي
- السراب
- القرار
- في ظلال العلم
- طعم الايام
- من يقتل الأحلام
- هدوء وعواصف
- عمارة الاسرار
- امرأة لا تشبه القمر (مسلسل)
- أسوار
- قصة هوانا
- جنون الليل
- هوامير الصحراء
- نقش الحنة
- الصراع
- قلب ابيض
- هوامير الصحراء 2
- المجهولة
- اي دمعة حزن لا
- شد بلد
- سناب شاف
- عندما يكتمل القمر
- الدوائر
- الحب المستحيل
- من اجلها
- أي دمعة حزن لا
- الحلال والحرام
- جاري يا حموده
- الساكنات في قلوبنا
- للاسرار خيوط
- كل الحب يا وطني
- للوفاء ثمن
- سدره

## وصلات خارجية
- سعيد قريش على موقع قاعدة بيانات الأفلام العربية